# Mallocephala rubripes
Mallocephala rubripes là một loài bướm đêm thuộc phân họ Arctiinae, họ Erebidae.